# Strzelectwo na Igrzyskach Afrykańskich 2019
Strzelectwo na Igrzyskach Afrykańskich 2019 odbywało się w dniach 25–30 sierpnia 2019 roku w Club de Tir les Chênes El Aarjate położonym w mieście Sala.

## Podsumowanie

### Klasyfikacja medalowa
| Klasyfikacja medalowa | Klasyfikacja medalowa | Klasyfikacja medalowa | Klasyfikacja medalowa | Klasyfikacja medalowa | Klasyfikacja medalowa |
| Miejsce               | państwo               | Złoto                 | Srebro                | Brąz                  | Razem                 |
| --------------------- | --------------------- | --------------------- | --------------------- | --------------------- | --------------------- |
| 1                     | Egipt                 | 3                     | 1                     | 2                     | 6                     |
| 2                     | Maroko                | 2                     | 3                     | 2                     | 7                     |
| 3                     | Senegal               | 0                     | 1                     | 0                     | 1                     |
| 4                     | Algieria              | 0                     | 0                     | 1                     | 1                     |
| Razem                 | Razem                 | 5                     | 5                     | 5                     | 15                    |

### Medaliści
| Konkurencja   | 1. miejsce                          | 2. miejsce                                 | 3. miejsce                              |               |
| Pary mieszane | Pary mieszane                       | Pary mieszane                              | Pary mieszane                           | Pary mieszane |
| ------------- | ----------------------------------- | ------------------------------------------ | --------------------------------------- | ------------- |
| Trap          | Egipt · Ahmed Kamar · Maggy Ashmawy | Maroko · Younes Haj Ali · Ibtissam Marirhi | Maroko · Ahmed Zaher · Suzan Khairallah |               |
| Mężczyźni     |                                     |                                            |                                         |               |
| Trap          | Ahmed Kamar                         | Redouane Mouqtadir                         | Younes Haj Ali                          |               |
| Skeet         | Mustapha Neblaoui                   | Hassane Ramlaoui                           | Sarkis Martayan                         |               |
| Kobiety       |                                     |                                            |                                         |               |
| Trap          | Maggy Ashmawy                       | Yasmine Marirhi                            | Saadia Zeggane                          |               |
| Skeet         | Ibtissam Marirhi                    | Amira Aboushokka                           | Yasmina Mesfioui                        |               |